# هاري إس. فرنسيس
هاري إس. فرنسيس هو سياسي كندي، ولد في 5 يونيو 1886، وتوفي في 3 يونيو 1948.